# Collegio di North Norfolk
North Norfolk è un collegio elettorale situato nel Norfolk, nell'Est dell'Inghilterra, e rappresentato alla Camera dei comuni del Parlamento del Regno Unito. Elegge un membro del parlamento con il sistema first-past-the-post, ossia maggioritario a turno unico; l'attuale parlamentare è Steffan Aquarone dei Liberal Democratici, che rappresenta il collegio dal 2024.

## Estensione

North Norfolk dal 2010 al 2024

- 1868-1885: le centine di East Flegg, West Flegg, Happing, Tunstead, Erpingham (North), Erpingham (South), Eynsford, Holt e North Greenhoe.[1]
- 1885-1918: le divisioni sessionali di Eynsford, Holt, North Erpingham e North Greenhoe, e parte della divisione sessionale di South Erpingham.
- 1918-1950: i distretti urbani di Cromer, Sheringham e Wells-next-the-Sea, e i distretti rurali di Aylsham, Erpingham e Walsingham.
- 1950-1974: i distretti urbani di Cromer, North Walsham, Sheringham e Wells-next-the-Sea, e i distretti rurali di Erpingham, Smallburgh e Walsingham.
- 1974-1983: i distretti urbani di Cromer, North Walsham, and Sheringham, e i distretti rurali di Erpingham, St Faith's and Aylsham e Smallburgh.
- 1983-2010: il distretto di North Norfolk.
- 2010-2024: i ward del distretto di North Norfolk di Briston, Chaucer, Corpusty, Cromer Town, Erpingham, Gaunt, Glaven Valley, Happisburgh, High Heath, Holt, Hoveton, Mundesley, North Walsham East, North Walsham North, North Walsham West, Poppyland, Priory, Roughton, St Benet, Scottow, Sheringham North, Sheringham South, Stalham and Sutton, Suffield Park, The Runtons, Waterside, Waxham e Worstead.
- dal 2024: i ward del distretto di North Norfolk di Bacton; Beeston Regis and The Runtons; Briston; Coastal; Cromer Town; Erpingham; Gresham; Happisburgh; Hickling; Holt; Hoveton and Tunstead; Mundesley; North Walsham East; North Walsham Market Cross; North Walsham West; Poppyland; Priory; Roughton; St. Benet’s; Sheringham North; Sheringham South; Stalham; Stody; Suffield Park; Trunch; Wells with Holkham e Worstead.[2]

## Membri del parlamento
| Elezione | Primo deputato                  | Primo deputato                  | Primo partito                   | Secondo deputato                | Secondo deputato                | Secondo partito                 |
| -------- | ------------------------------- | ------------------------------- | ------------------------------- | ------------------------------- | ------------------------------- | ------------------------------- |
| 1868     | Frederick Walpole               |                                 | Conservatore                    | Edmund Lacon                    |                                 | Conservatore                    |
| 1876 (S) | James Duff                      |                                 | Conservatore                    | Edmund Lacon                    |                                 | Conservatore                    |
| 1879 (S) | Edward Birkbeck                 |                                 | Conservatore                    | Edmund Lacon                    |                                 | Conservatore                    |
| 1885     | Il collegio diventa uninominale | Il collegio diventa uninominale | Il collegio diventa uninominale | Il collegio diventa uninominale | Il collegio diventa uninominale | Il collegio diventa uninominale |

| Elezione | Elezione                | Deputato             | Partito             |
| -------- | ----------------------- | -------------------- | ------------------- |
|          | 1885                    | Herbert Cozens-Hardy | Liberale            |
| 1899 (S) | William Brampton Gurdon |                      | Liberale            |
| Gen 1910 | Noel Noel-Buxton        |                      | Liberale            |
|          | 1918                    | Douglas King         | Indipendente        |
|          | 1920                    | Douglas King         | Conservatore        |
|          | 1922                    | Noel Noel-Buxton     | Laburista           |
| 1930 (S) | Lucy Noel-Buxton        |                      | Laburista           |
|          | 1931                    | Thomas Cook          | Conservatore        |
|          | 1945                    | Edwin Gooch          | Laburista           |
| 1964     | Bert Hazell             |                      | Laburista           |
|          | 1970                    | Ralph Howell         | Conservatore        |
| 1997     | David Prior             |                      | Conservatore        |
|          | 2001                    | Norman Lamb          | Liberal Democratici |
|          | 2019                    | Duncan Baker         | Conservatore        |
|          | 2024                    | Steffan Aquarone     | Liberal Democratici |

## Elezioni

### Elezioni negli anni 2010
| Partito                    | Partito                                         | Candidato                  | Risultati 4 luglio 2024 | Risultati 4 luglio 2024 |
| Partito                    | Partito                                         | Candidato                  | Voti                    | %                       |
| -------------------------- | ----------------------------------------------- | -------------------------- | ----------------------- | ----------------------- |
|                            | Lib Dem                                         | Steffan Aquarone           | 19 488                  | 41,43                   |
|                            | Conservatore                                    | Duncan Baker               | 16 903                  | 35,93                   |
|                            | Reform UK                                       | Jason Patchett             | 6 368                   | 13,54                   |
|                            | Laburista                                       | Cathy Cordiner-Achenbach   | 2 878                   | 6,12                    |
|                            | Verdi                                           | Liz Dixon                  | 1 406                   | 2,99                    |
|                            |                                                 |                            |                         |                         |
| Iscritti                   | Iscritti                                        | Iscritti                   | 71 438                  | 100,00                  |
| ↳ Votanti (% su iscritti)  | ↳ Votanti (% su iscritti)                       | ↳ Votanti (% su iscritti)  | 47 043                  | 65,85                   |
| ↳ Astenuti (% su iscritti) | ↳ Astenuti (% su iscritti)                      | ↳ Astenuti (% su iscritti) | 24 395                  | 34,15                   |
|                            |                                                 |                            |                         |                         |
|                            | Esito: collegio passa da Conservatore a Lib Dem |                            |                         |                         |

| Partito                    | Partito                                         | Candidato                  | Risultati 12 dicembre 2019 | Risultati 12 dicembre 2019 |
| Partito                    | Partito                                         | Candidato                  | Voti                       | %                          |
| -------------------------- | ----------------------------------------------- | -------------------------- | -------------------------- | -------------------------- |
|                            | Conservatore                                    | Duncan Baker               | 29 792                     | 58,62                      |
|                            | Lib Dem                                         | Karen Ward                 | 15 397                     | 30,30                      |
|                            | Laburista                                       | Emma Corlett               | 3 895                      | 7,66                       |
|                            | Brexit                                          | Harry Gywnne               | 1 739                      | 3,42                       |
|                            |                                                 |                            |                            |                            |
| Iscritti                   | Iscritti                                        | Iscritti                   | 70 729                     | 100,00                     |
| ↳ Votanti (% su iscritti)  | ↳ Votanti (% su iscritti)                       | ↳ Votanti (% su iscritti)  | 50 823                     | 71,86                      |
| ↳ Astenuti (% su iscritti) | ↳ Astenuti (% su iscritti)                      | ↳ Astenuti (% su iscritti) | 19 906                     | 28,14                      |
|                            |                                                 |                            |                            |                            |
|                            | Esito: collegio passa da Lib Dem a Conservatore |                            |                            |                            |

| Partito                    | Partito                              | Candidato                  | Risultati 8 giugno 2017 | Risultati 8 giugno 2017 |
| Partito                    | Partito                              | Candidato                  | Voti                    | %                       |
| -------------------------- | ------------------------------------ | -------------------------- | ----------------------- | ----------------------- |
|                            | Lib Dem                              | Norman Lamb                | 25 260                  | 48,40                   |
|                            | Conservatore                         | James Wild                 | 21 748                  | 41,67                   |
|                            | Laburista                            | Stephen Burke              | 5 180                   | 9,93                    |
|                            |                                      |                            |                         |                         |
| Iscritti                   | Iscritti                             | Iscritti                   | 69 306                  | 100,00                  |
| ↳ Votanti (% su iscritti)  | ↳ Votanti (% su iscritti)            | ↳ Votanti (% su iscritti)  | 52 188                  | 75,30                   |
| ↳ Astenuti (% su iscritti) | ↳ Astenuti (% su iscritti)           | ↳ Astenuti (% su iscritti) | 17 118                  | 24,70                   |
|                            |                                      |                            |                         |                         |
|                            | Esito: collegio confermato a Lib Dem |                            |                         |                         |

| Partito                    | Partito                              | Candidato                  | Risultati 7 maggio 2015 | Risultati 7 maggio 2015 |
| Partito                    | Partito                              | Candidato                  | Voti                    | %                       |
| -------------------------- | ------------------------------------ | -------------------------- | ----------------------- | ----------------------- |
|                            | Lib Dem                              | Norman Lamb                | 19 299                  | 39,06                   |
|                            | Conservatore                         | Ann Steward                | 15 256                  | 30,87                   |
|                            | UKIP                                 | Michael Baker              | 8 328                   | 16,85                   |
|                            | Laburista                            | Denise Burke               | 5 043                   | 10,21                   |
|                            | Verdi                                | Mike Macartney-Filgate     | 1 488                   | 3,01                    |
|                            |                                      |                            |                         |                         |
| Iscritti                   | Iscritti                             | Iscritti                   | 68 917                  | 100,00                  |
| ↳ Votanti (% su iscritti)  | ↳ Votanti (% su iscritti)            | ↳ Votanti (% su iscritti)  | 49 414                  | 71,70                   |
| ↳ Astenuti (% su iscritti) | ↳ Astenuti (% su iscritti)           | ↳ Astenuti (% su iscritti) | 19 503                  | 28,30                   |
|                            |                                      |                            |                         |                         |
|                            | Esito: collegio confermato a Lib Dem |                            |                         |                         |

| Partito                    | Partito                              | Candidato                  | Risultati 6 maggio 2010 | Risultati 6 maggio 2010 |
| Partito                    | Partito                              | Candidato                  | Voti                    | %                       |
| -------------------------- | ------------------------------------ | -------------------------- | ----------------------- | ----------------------- |
|                            | Lib Dem                              | Norman Lamb                | 27 554                  | 55,48                   |
|                            | Conservatore                         | Trevor Ivory               | 15 928                  | 32,07                   |
|                            | Laburista                            | Phil Harris                | 2 896                   | 5,83                    |
|                            | UKIP                                 | Michael Baker              | 2 680                   | 5,40                    |
|                            | Verdi                                | Andrew Boswell             | 508                     | 1,02                    |
|                            | Indipendente                         | Simon Mann                 | 95                      | 0,19                    |
|                            |                                      |                            |                         |                         |
| Iscritti                   | Iscritti                             | Iscritti                   | 67 842                  | 100,00                  |
| ↳ Votanti (% su iscritti)  | ↳ Votanti (% su iscritti)            | ↳ Votanti (% su iscritti)  | 49 661                  | 73,20                   |
| ↳ Astenuti (% su iscritti) | ↳ Astenuti (% su iscritti)           | ↳ Astenuti (% su iscritti) | 18 181                  | 26,80                   |
|                            |                                      |                            |                         |                         |
|                            | Esito: collegio confermato a Lib Dem |                            |                         |                         |

### Elezioni negli anni 2000
| Partito                    | Partito                              | Candidato                  | Risultati 5 maggio 2005 | Risultati 5 maggio 2005 |
| Partito                    | Partito                              | Candidato                  | Voti                    | %                       |
| -------------------------- | ------------------------------------ | -------------------------- | ----------------------- | ----------------------- |
|                            | Lib Dem                              | Norman Lamb                | 31 515                  | 53,45                   |
|                            | Conservatore                         | Iain Dale                  | 20 909                  | 35,46                   |
|                            | Laburista                            | Phil Harris                | 5 447                   | 9,24                    |
|                            | UKIP                                 | Stuart Agnew               | 978                     | 1,66                    |
|                            | Indipendente                         | Justin Appleyard           | 116                     | 0,20                    |
|                            |                                      |                            |                         |                         |
| Iscritti                   | Iscritti                             | Iscritti                   | 80 773                  | 100,00                  |
| ↳ Votanti (% su iscritti)  | ↳ Votanti (% su iscritti)            | ↳ Votanti (% su iscritti)  | 58 965                  | 73,00                   |
| ↳ Astenuti (% su iscritti) | ↳ Astenuti (% su iscritti)           | ↳ Astenuti (% su iscritti) | 21 808                  | 27,00                   |
|                            |                                      |                            |                         |                         |
|                            | Esito: collegio confermato a Lib Dem |                            |                         |                         |

| Partito                    | Partito                                         | Candidato                  | Risultati 7 giugno 2001 | Risultati 7 giugno 2001 |
| Partito                    | Partito                                         | Candidato                  | Voti                    | %                       |
| -------------------------- | ----------------------------------------------- | -------------------------- | ----------------------- | ----------------------- |
|                            | Lib Dem                                         | Norman Lamb                | 23 978                  | 42,65                   |
|                            | Conservatore                                    | David Prior                | 23 495                  | 41,79                   |
|                            | Laburista                                       | Mike Gates                 | 7 490                   | 13,32                   |
|                            | Verdi                                           | Mike Sheridan              | 649                     | 1,15                    |
|                            | UKIP                                            | Paul Simison               | 608                     | 1,08                    |
|                            |                                                 |                            |                         |                         |
| Iscritti                   | Iscritti                                        | Iscritti                   | 80 085                  | 100,00                  |
| ↳ Votanti (% su iscritti)  | ↳ Votanti (% su iscritti)                       | ↳ Votanti (% su iscritti)  | 56 220                  | 70,20                   |
| ↳ Astenuti (% su iscritti) | ↳ Astenuti (% su iscritti)                      | ↳ Astenuti (% su iscritti) | 23 865                  | 29,80                   |
|                            |                                                 |                            |                         |                         |
|                            | Esito: collegio passa da Conservatore a Lib Dem |                            |                         |                         |

## Risultati dei referendum

### Referendum sulla permanenza del Regno Unito nell'Unione europea del 2016
|             | Collegio      | Lasciare UE % | Rimanere in UE % |
| ----------- | ------------- | ------------- | ---------------- |
|             | North Norfolk | 58,2%         | 41,8%            |
| Inghilterra | 53,3%         | 46,7%         |                  |
| Regno Unito | 51,9%         | 48,1%         |                  |